# Talk (canção de Coldplay)
"Talk" é uma canção da banda britânica de rock alternativo Coldplay. Constituída em torno de um riff da canção de 1981 "Computer Love" do grupo Kraftwerk, foi escrita por todos os membros da banda e está presente em seu terceiro álbum de estúdio, X&Y. Nos Estados Unidos, a canção atingiu a posição de número 86 na Billboard Hot 100 e no resto do mundo obteve um sucesso variado, alcançando a posição de número 1 na Holanda.
A canção recebeu críticas positivas, com os críticos observando o som da música e sua letra memorável. Um remix da canção por Jacques Lu Cont, intitulada "Talk (Thin White Duke Mix)", foi indicado no Grammy Awards de 2007 na categoria Melhor Remix, Não-Clássico.

## Antecedentes
Coldplay teve dificuldades com as sessões de gravação durante meses, como o som da faixa. Eles não haviam decidido se incluíam ou não "Talk" no tracklist final de X&Y. Durante as sessões de gravações, que tinha feito a faixa com enormes quantidades de material, a canção foi deixada de fora quando eles enviaram as primeiras versões do álbum para sua gravadora, Parlophone. A canção, no entanto, entrou na edição final do álbum, após ter sido devidamente mixada.

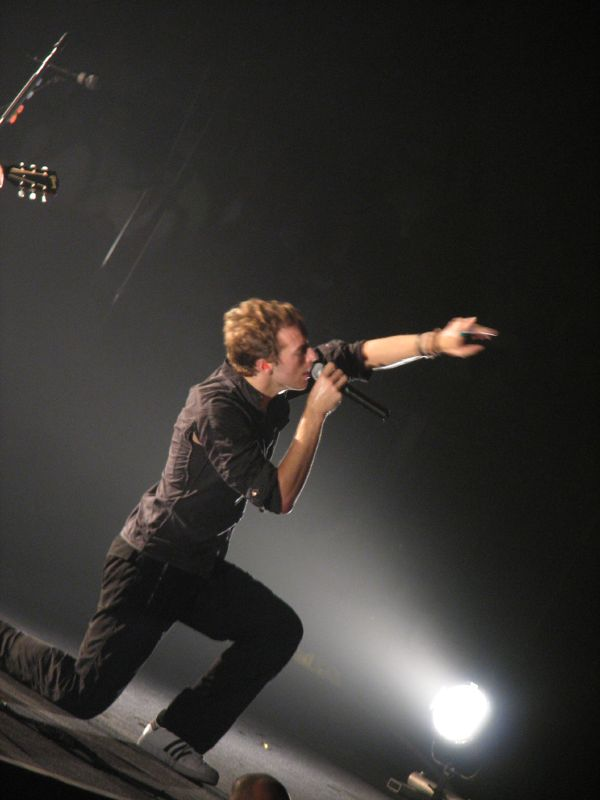
Chris Martin cantando "Talk" em Hong Kong durante a Twisted Logic Tour.

Quando perguntado sobre o desenvolvimento da canção pela NME.com, o vocalista Chris Martin disse, "A partir dessa versão, [a versão que NME.com ouviu, ao visitar a banda no estúdio] fizemos uma versão totalmente diferente dele. Uma música completamente diferente. O que aconteceu com a canção 'Talk' é que estava tudo indo muito bem e depois alguém disse 'Esse deve ser o primeiro single', todos nós nos assustamos e jogamos o material fora. [...] Nós apenas mixamos e gostamos dos sons. Eu acho que tivemos muita dor de cabeça ficando naquele lugar. Não tenho certeza, ninguém sabe bem o que fazer com essa versão. Quando ouvi a mixagem corretamente, se tornou um mega som."
A banda recebeu permissão da banda alemã de música eletrônica Kraftwerk para usar o riff principal da sua canção "Computer Love" (Alemão: Computerliebe), do seu álbum de estúdio Computer World (Alemão: Computerwelt) lançado em 1981, para "Talk" em substituição dos sintetizadores dos Kraftwerk, com guitarras.
A banda gravou três versões diferentes do single; um deles está registrado no X&Y, que foi baseado em um corte inicial da canção. Uma nova versão da faixa –com um conjunto diferente de letras– vazou na internet no início de 2005. A faixa originalmente iria fazer parte do B-side de "Speed of Sound", antes de ser incluída no corte final de edição de X&Y.

## Composição
A canção é construída em torno de um lick de guitarra simples feito por Jonny Buckland. A faixa inclui um ritmo hipnótico com Will Champion acrescentando uma batida metronomic de bateria. A canção apresenta um gancho de sintetizador notávei da música "Computer Love" dos Kraftwerk. Ele também adiciona uma nota de carrilhão de riffs mais abrasivo durante a decomposição perto do fim da canção.
O segundo verso na linha quatro, Martin canta sobre um traço de ironia: "Or write a song nobody had sung/Or do something that's never been done." A terceira linha do terceiro verso, Martin se alude ao medo, logo mudando para alegria: "Tell me how do you feel?/Well I feel like they're talking in a language I don't speak/And they're talking it to me." O quinto verso, resume Martin sobre um indivíduo, que está perdido e tentando descobrir o desconhecido: "So you don't know where you're going/But you want to talk/And you feel like you're going where you've been before/You'll tell anyone who will listen but you feel ignored."
De acordo com Josh Tyrangiel da revista Time o significado de "Talk" são baseadas em como Martin "quer nos ensinar como se sentir melhor sobre nós mesmos, e suas aulas têm a superioridade moral disfarçada de sensibilidade em que Bono marcou em seu período." Tyrangiel interpretou a parte da letra, "Are you lost or incomplete/ Do you feel like a puzzle, you can't find your missing piece/ Tell me how you feel." como a mendicância de Martin na canção.

## Lançamento
Coldplay lançou "Talk" no Reino Unido e nos EUA em 19 de dezembro de 2005 como o terceiro single do álbum. O single apresenta dois B-side's: "Gravity" e "Sleeping Sun".
"Talk" chegou ao número 10 na UK Singles Chart em 31 de dezembro de 2005. A canção alcançou a posição de número 86 na Billboard Hot 100 e chegou na posição de número 5 na Alternative Songs em 2005. A canção foi lançada cedo na Holanda, entrando na Dutch Top 40. A canção chegou em número 1 em 26 de novembro de 2005, antes de se "aposentar" na posição 17 em abril de 2006. A banda tocou a canção ao vivo no MTV Europe Music Awards de 2005 em Lisboa no Portugal, e em 2006 no Grammy Awards em Los Angeles, Califórnia.

### Recepção

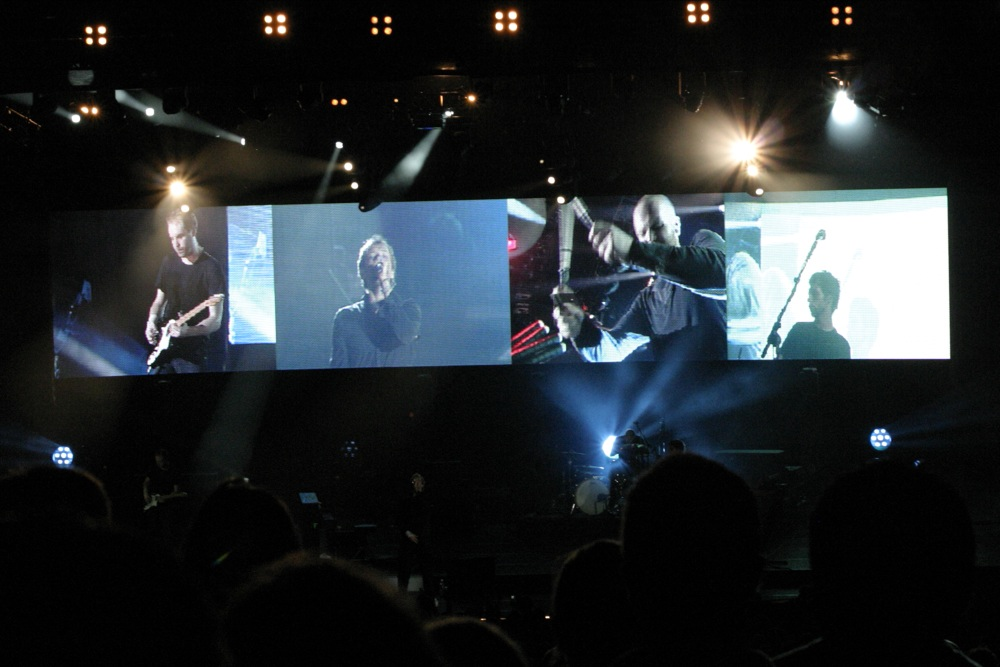
Coldplay performando "Talk" em 2005 durante a Twisted Logic Tour.

As críticas para a canção foram positivas. Em uma revisão para o álbum da PopMatters, o crítico Adrian Begrand escreveu: "É excelente, e 'Talk' tem a banda mostrando sua tremenda criatividade, aprofundando em linha reta os meados dos anos 70, e reunindo uma bela canção pop." Bud Scoppa da revista Paste escreveu: "'Talk' destaca-se como o hino do álbum completo deles." Dan Tallis da BBC notou que a faixa é "fantástica" e "positivamente gigantesca". Jonathan Keefe da revista Slant escreveu: "'Talk' é dada uma das melodias mais memoráveis do álbum, mas o seu impacto é reduzido pela estrutura da canção, como as lideranças da guitarra e a melodia vocal de Martin em cada verso, que faz a melodia se tornar cansativa bem antes do primeiro coro."
A canção foi remixada por Jacques Lu Cont, com o título de "Talk (Thin White Duke Mix)". A canção por Lu Cont ganhou o cobiçado Melhor Remix, Não-Clássico no Grammy Awards de 2007. "Talk" também foi indicado para um Grammy na categoria Melhor Performance de Rock por Duo ou Grupo com Vocais.
A canção também foi usada como base para um download chamado "Talk to David", produzida no Dia da mentira pelo jornal britânico The Guardian. Foi supostamente lançado para dar apoio ao líder do partido conservador de oposição de David Cameron. A canção teve uma participação no episódio "Jamalot" da segunda temporada de CSI: NY, em que o personagem Danny Messer toca a música como toque no seu celular. A gravadora da banda, Capitol Records, pagou pela participação da canção na série e para um dos personagens falar sobre o Coldplay.

## Videoclipe
O videoclipe da canção "Talk" foi dirigido pelo diretor/fotógrafo Anton Corbijn. Corbijn já havia dirigido o vídeo de "All These Things That I've Done" da banda americana de rock alternativo The Killers.
As filmagens para o vídeo começaram nos dias 5 e 6 de novembro de 2005, no Ealing Studios, Londres, pouco antes da banda fazer um show da Twisted Logic Tour por lá. O clipe em preto-e-branco mostra um tema de filme de ficção científica, com imagens que mostram um disco voador visto com óculos 3D. O enredo principal do video mostra a banda como a aterragem de astronautas em um planeta alienígena, onde reativam um robô adormecido, que come eventualmente sua nave espacial enquanto estão tentando voar.

## Faixas

### Reino Unido
| Promo lançado no início de 2005. |                          |         |  |
| N.º                              | Título                   | Duração |  |
| 1.                               | "Talk" (edição de rádio) | 4:29    |  |

| 7" R6679 |                          |         |  |
| N.º      | Título                   | Duração |  |
| 1.       | "Talk" (edição de rádio) | 4:29    |  |
| 2.       | "Gravity"                | 6:12    |  |

| CD CDR6679 |                          |         |  |
| N.º        | Título                   | Duração |  |
| 1.         | "Talk" (edição de rádio) | 4:29    |  |
| 2.         | "Sleeping Sun"           | 3:09    |  |

| DVD DVDR6679 |                            |         |  |
| N.º          | Título                     | Duração |  |
| 1.           | "Talk" (edição de rádio)   | 4:29    |  |
| 2.           | "Gravity"                  | 6:12    |  |
| 3.           | "Speed of Sound" (vídeo)   |         |  |
| 4.           | "Talk" (vídeo)             |         |  |
| 5.           | "Talk" (Behind-the-scenes) |         |  |

| 12" & CD-5: The Remixes, lançado em 6/3/2006. |                              |         |  |
| N.º                                           | Título                       | Duração |  |
| 1.                                            | "Talk" (Thin White Duke mix) | 8:27    |  |
| 2.                                            | "Talk" (François K dub)      | 9:04    |  |
| 3.                                            | "Talk" (Junkie XL mix)       | 11:45   |  |

### Holanda
| CD1 E2-49093 lançado em 2/12/2005. |                                                    |         |  |
| N.º                                | Título                                             | Duração |  |
| 1.                                 | "Talk" (edição de rádio)                           | 4:27    |  |
| 2.                                 | "Swallowed in the Sea" (live in Holland)           | 4:16    |  |
| 3.                                 | "God Put a Smile upon Your Face" (live in Holland) | 4:22    |  |

| CD2 3490962 Lançado em 9/12/2005. |                                |         |  |
| N.º                               | Título                         | Duração |  |
| 1.                                | "Talk" (versão do álbum)       | 5:11    |  |
| 2.                                | "Square One" (live in Holland) | 5:13    |  |
| 3.                                | "Clocks" (live in Holland)     | 7:05    |  |

| CD3 3490972 Lançado em 16/12/2005. |                             |         |  |
| N.º                                | Título                      | Duração |  |
| 1.                                 | "Talk" (live in Holland)    | 5:20    |  |
| 2.                                 | "Talk" (live in Holland)    | 4:27    |  |
| 3.                                 | "Fix You" (live in Holland) | 7:10    |  |

### Austrália
| N.º | Título                   | Duração |  |
| 1.  | "Talk" (edição de rádio) | 4:29    |  |
| 2.  | "Sleeping Sun"           | 3:09    |  |
| 3.  | "Gravity"                | 6:12    |  |

### Canadá e Japão
| N.º | Título                   | Duração |  |
| 1.  | "Talk" (edição de rádio) | 4:29    |  |
| 2.  | "Sleeping Sun"           | 3:09    |  |

### Estados Unidos
| Promo lançada em 02/2006 |                          |         |  |
| N.º                      | Título                   | Duração |  |
| 1.                       | "Talk" (editado)         | 4:05    |  |
| 2.                       | "Talk" (versão do álbum) | 5:12    |  |

| Promo de Remixes lançado em 02/2006. |                              |         |  |
| N.º                                  | Título                       | Duração |  |
| 1.                                   | "Talk" (Junkie XL mix)       | 11:45   |  |
| 2.                                   | "Talk" (François K dub)      | 9:04    |  |
| 3.                                   | "Talk" (Thin White Duke mix) | 8:27    |  |

| iTunes EP lançado em 7/2/2006 |                              |         |  |
| N.º                           | Título                       | Duração |  |
| 1.                            | "Talk" (Junkie XL mix)       | 11:45   |  |
| 2.                            | "Talk" (François K dub)      | 9:04    |  |
| 3.                            | "Talk" (Thin White Duke mix) | 8:27    |  |

## Desempenho nas paradas musicais
| País/Parada (2005)                        | Melhor posição |
| ----------------------------------------- | -------------- |
| Austrália (ARIA)                          | 20             |
| Áustria (Ö3 Austria Top 40)               | 24             |
| Canadá (Canadian Hot 100)                 | 4              |
| Dinamarca (Hitlisten)                     | 14             |
| Estados Unidos (Billboard Hot 100)        | 86             |
| França (SNEP)                             | 34             |
| Holanda (Dutch Top 40)                    | 1              |
| Irlanda (IRMA)                            | 18             |
| Itália (FIMI)                             | 25             |
| Nova Zelândia (RIANZ)                     | 20             |
| Polônia (ZPAV)                            | 1              |
| Reino Unido (The Official Charts Company) | 10             |